# Horezuklostret
Horezuklosteret, også kendt som Hureziklosteret, blev grundlagt i 1690 af fyrst Constantin Brâncoveanu i Valakiet i nutidens Rumænien.
Det anses for at være et mesterværk af "Brâncovenesc-stil" (eller Rumænsk Renæssance, kendt for sin arkitektoniske renhed og balance, rigdommen af dens skulpturelle detaljer, dens behandling af religiøse kompositioner, dens votivportrætter, og malede dekorationer.
Klosteret har været indskrevet på UNESCO's Verdensarvsliste siden 1993.